# Полухін Олександр Васильович
Олександр Васильович Полухін (рос. Александр Васильевич Полухин; 19 грудня 1988, м. Москва, СРСР) — російський хокеїст, нападник. Виступає за ХК «Рязань» у Вищій хокейній лізі.  
Вихованець хокейної школи «Динамо» (Москва). Виступав за: «Динамо-2» (Москва), «Динамо» (Москва), Газпром-ОГУ (Оренбург), ХК «Рязань», «Динамо» (Балашиха).